# جوش هانسن (متسابق دراجات نارية)
جوش هانسن (بالإنجليزية: Josh Hansen)‏ هو متسابق دراجات نارية أمريكي، ولد في 16 فبراير 1984.

## روابط خارجية
- جوش هانسن على موقع ألعاب إكس (مؤرشف) (الإنجليزية)